# Морич, Нина
Ни́на Мо́рич (хорв. Nina Morić; род. 22 июля 1976, Загреб, СР Хорватия, Югославия) — хорватско-итальянская фотомодель и актриса, ставшая известной после главной роли в клипе на песню Рики Мартина «Livin’ la Vida Loca».

## Биография

### Ранняя жизнь и карьера
Нина Морич родилась 22 июля 1976 года в Загребе в семье, принадлежащей к высшему среднему классу.
После окончания средней школы поступила на юридический факультет, но бросила его, чтобы сосредоточиться на карьере фотомодели. В 1999 году Нине Морич принёс известность видеоклип на песню пуэрто-риканского певца Рики Мартина «Livin’ la Vida Loca», в котором она исполнила главную роль, а песня стала одним из главных хитов года. 
Морич сотрудничала со многими брендами и дизайнерами, такими как «Versace», «Les Compains», «Valentino» и Роберто Кавалли, а также снималась на обложках мужских журналов, неоднократно появляясь в журнале «Maxim».

### Взгляды
Морич поддерживает неонацистское движение «КазаПаунд» и в июне 2017 года принимала участие в митинге против нелегальной иммиграции и Jus soli. Морич известна своими антикоммунистическими взглядами, в том числе она осудила президента Югославии Иосипа Тито, обвинив его в убийстве 11 тысяч итальянцев. 

### Семья
С 2001 по 2007 год состояла в браке с владельцем фотоагенства Фабрицио Короной, от которого в 2002 году родила сына Карлоса. Спустя два года совместной жизни с Короной она получила гражданство Италии.